# Musée protestant
Le Musée protestant (anciennement Musée virtuel du protestantisme), créé en 2003 par la Fondation pasteur Eugène Bersier, retrace en ligne l'histoire du protestantisme en France depuis le XVIe siècle jusqu'à nos jours.

## Histoire
Eugène Bersier (1831-1889), pasteur d'origine suisse, est le fondateur de l'Église réformée de Paris Étoile et d'une école professionnelle de jeunes filles, avenue de la Grande-Armée à Paris. 
En mars 1994, la Fédération protestante de France donne mandat à la Fondation Bersier de conduire une réflexion et des démarches pour aboutir à une nouvelle implantation de ses bureaux à Paris. Après avoir évolué vers un lieu de mémoire et un musée de la Bible et du protestantisme, le projet est abandonné. En 2000, faute de pouvoir participer à la création d'un musée réel sur l'histoire du protestantisme, la Fondation décide, avec la Société de l'histoire du protestantisme français, d'installer le musée sur internet : c'est le Musée virtuel du protestantisme français qui vise notamment à faire connaître la spécificité des protestants à travers l'histoire du protestantisme.
Le site du musée, en accès libre, est inauguré en janvier 2003,,. S'ouvrent ensuite des éditions du site en anglais et en allemand, grâce au soutien de la région Île-de-France et du ministère de la Culture. En 2014, une refonte totale du design et de la navigation a lieu, tout en reprenant le contenu existant.
En 2018, le Musée virtuel du protestantisme change de nom et de logo et devient le Musée protestant.

## Contenu
Le Musée protestant propose plus de 1 000 notices, réparties dans quatre rubriques, illustrées par 3 000 images. Les notices sont enrichies de vidéos, de documents et de références bibliographiques, et sont accessibles en français, en anglais et en allemand. Les notices peuvent aussi être classées dans des parcours qui les regroupent par thème dans un ordre pertinent, reprenant ainsi l'idée de visites guidées. Sur la page d'accueil, une échelle des temps illustre les grandes dates de l'histoire du protestantisme.
Les quatre rubriques principales du musée sont les suivantes :
- Histoire,
- Personnalités,
- Thèmes,
- Art - Patrimoine.

Quelques expositions qui ont circulé dans des musées protestants sont également proposées avec des notices spécifiques.
Depuis 2015, le musée propose un parcours en ligne pour le cours sur la Réforme protestante spécialement conçu pour les collégiens des classes de 5e, avec des notices pédagogiques adaptées contenant de nombreux éléments sonores, images, vidéos, ainsi que des documents destinés aux enseignants et un questionnaire de validation des acquis. En 2017, le musée met en ligne un nouveau parcours permettant la visite virtuelle d'un temple protestant, puis en 2018, le musée propose un parcours sur le Paris protestant, qui présente 19 lieux symboliques du protestantisme parisien.